# Русская Слободка (Ростовская область)
Ру́сская Слобо́дка — село в Неклиновском районе Ростовской области.
Входит в состав Поляковского сельского поселения.

## Население
| 2010 |
| ---- |
| 591  |

## Улицы
В селе имеются две улицы — Октябрьская и Пушкина.